# Neocondeellum wuyanense
Neocondeellum wuyanense är en urinsektsart som beskrevs av Yin och Imadaté 1991. Neocondeellum wuyanense ingår i släktet Neocondeellum och familjen Protentomidae. Inga underarter finns listade i Catalogue of Life.